# Ключи (Чернушинский район)
Ключи — упразднённая в 2011 году деревня в Чернушинском районе Пермского края России. Входила в состав Калиновского сельского поселения. Ныне урочище.

## География
Расположены Ключи в восточной части Буйской волнистой равнины, на равнинно-холмистом Приуралье, на отрогах Тулвинской возвышенности, по реке Осинка, примерно в 23 км к северо-востоку от центра города Чернушки.

### Климат
умеренно континентальный. Характерна продолжительная зима и довольно жаркое лето. Значительны суточные и годовые амплитуды температур. Годовая амплитуда температур составляет 50—60 °C.
Среднегодовая температура воздуха +1,5 °C; средняя температура января −15,6 °C; средняя температура июля +18,4 °C.

## История
Упразднена согласно Закону Пермского края от 17 ноября 2011 года N 863-ПК.

## Население
В 2005 году численность населения составляла 7 человек.
По результатам переписи 2010 года численность населения составила 0 человек.

## Инфраструктура
Было личное подсобное хозяйство.

## Транспорт
Просёлочные дороги.